# José Inácio Faria

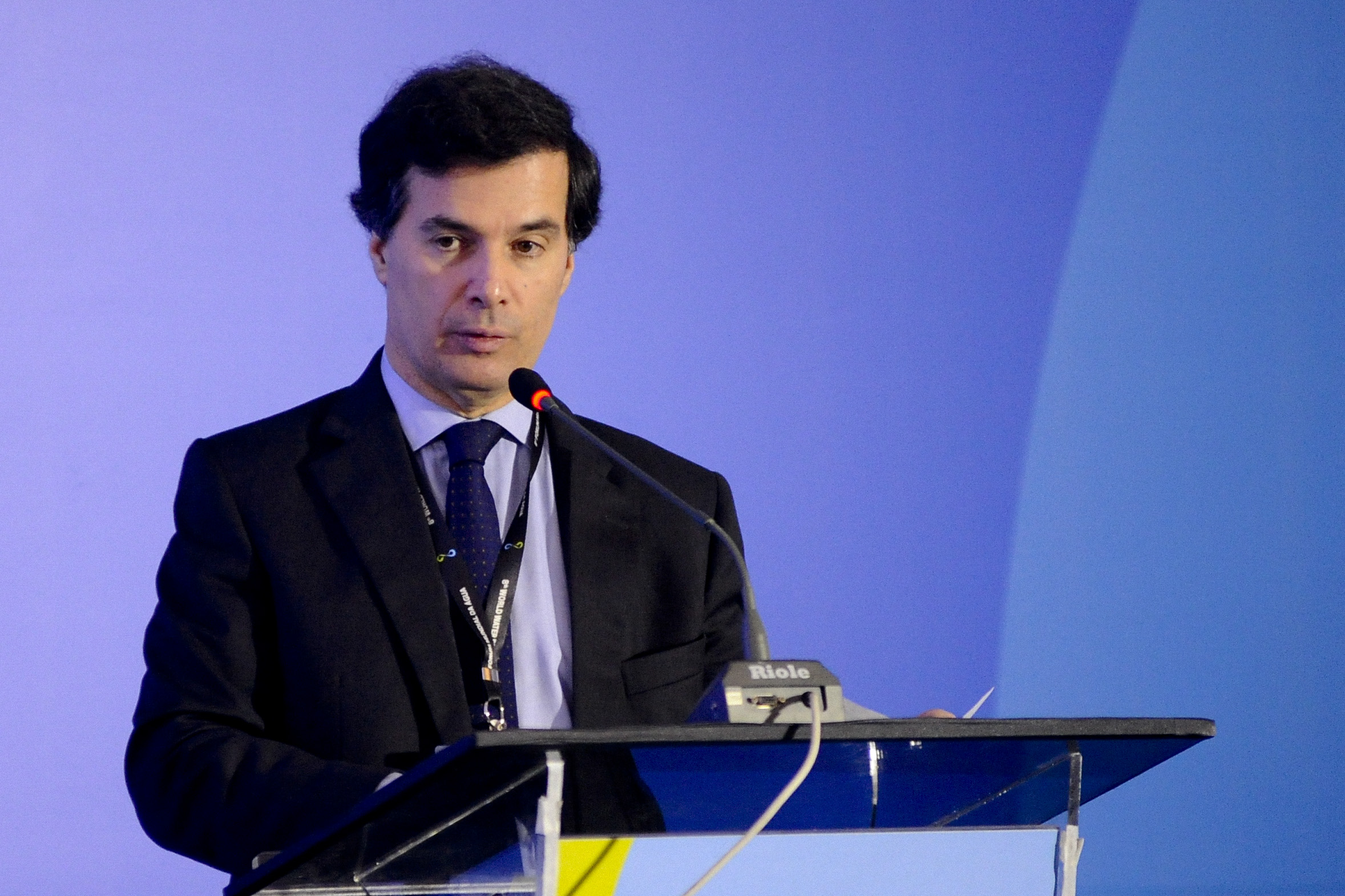
José Inácio Faria em 2018.

José Inácio da Silva Ramos Antunes de Faria (Viana do Castelo, 13 de março de 1962) é um político português do Partido da Terra.
Foi eleito eurodeputado nas eleições europeias de 2014 enquanto segundo candidato da lista liderada por Marinho e Pinto. Quando Marinho e Pinto deixou o MPT para formar o Partido Democrático Republicano, Faria tornou-se o eurodeputado único do Partido. Tentou a reeleição em 2019, enquanto n.º 2 da lista do Nós, Cidadãos, mas falhou a eleição.
É, desde 2017, deputado municipal em Lisboa, eleito pela coligação Novos Tempos.

## Resultados eleitorais

### Eleições legislativas
| Data | Partido | Partido | Circulo eleitoral | Posição    | Cl.  | Votos | %             | +/- | Status     | Notas |
| ---- | ------- | ------- | ----------------- | ---------- | ---- | ----- | ------------- | --- | ---------- | ----- |
| 2022 |         | MPT     | Europa            | 1.º (em 2) | 10.º | 610   | 0,56 / 100,00 |     | Não eleito |       |

### Eleições europeias
| Data | Partido     | Partido | Posição      | Cl.     | Votos         | %             | +/-    | Status     | Notas |
| ---- | ----------- | ------- | ------------ | ------- | ------------- | ------------- | ------ | ---------- | ----- |
| 2009 |             | MPT     | 22.º (em 22) | 8.º     | 23 415        | 0,66 / 100,00 |        | Não eleito |       |
| 2014 | 2.º (em 21) | MPT     | 4.º          | 234 603 | 7,14 / 100,00 | 6,48          | Eleito |            |       |
| 2019 |             | NC      | 2.º (em 21)  | 10.º    | 34 418        | 1,04 / 100,00 |        | Não eleito |       |

### Eleições autárquicas

#### Assembleia Municipal
| Data | Partido | Partido                       | Concelho | Posição      | Cl. | Votos  | %              | +/- | Status | Notas |
| ---- | ------- | ----------------------------- | -------- | ------------ | --- | ------ | -------------- | --- | ------ | ----- |
| 2017 |         | NL (CDS-PP.MPT.PPM)           | Lisboa   | 8.º (em 51)  | 2.º | 42 773 | 16,94 / 100,00 |     | Eleito |       |
| 2021 |         | NT (PPD/PSD.CDS-PP.A.MPT.PPM) | Lisboa   | 11.º (em 51) | 1.º | 75 717 | 31,18 / 100,00 |     | Eleito |       |